# Die folgende Geschichte
Die folgende Geschichte (niederländisch: Het volgende verhaal) ist eine Novelle des niederländischen Schriftstellers Cees Nooteboom, die 1991 als Boekenweekgeschenk veröffentlicht wurde. Die mysteriösen Umstände, unter denen der Protagonist der Geschichte eines Morgens erwacht, verdichten sich zu seinem Übergang vom Leben in den Tod. Auf einer Todesfahrt erinnert er sich seiner Vergangenheit und einer 20 Jahre zurückliegenden Liebe. Die Handlung ist eingebettet in zahlreiche Verweise auf antike Mythen und Motive über das Erzählen, das Reisen und den Tod. In Deutschland verhalf eine Besprechung in der Sendung Das Literarische Quartett dem Buch zu einem großen Verkaufserfolg und dem Autor zu nachhaltiger Popularität.

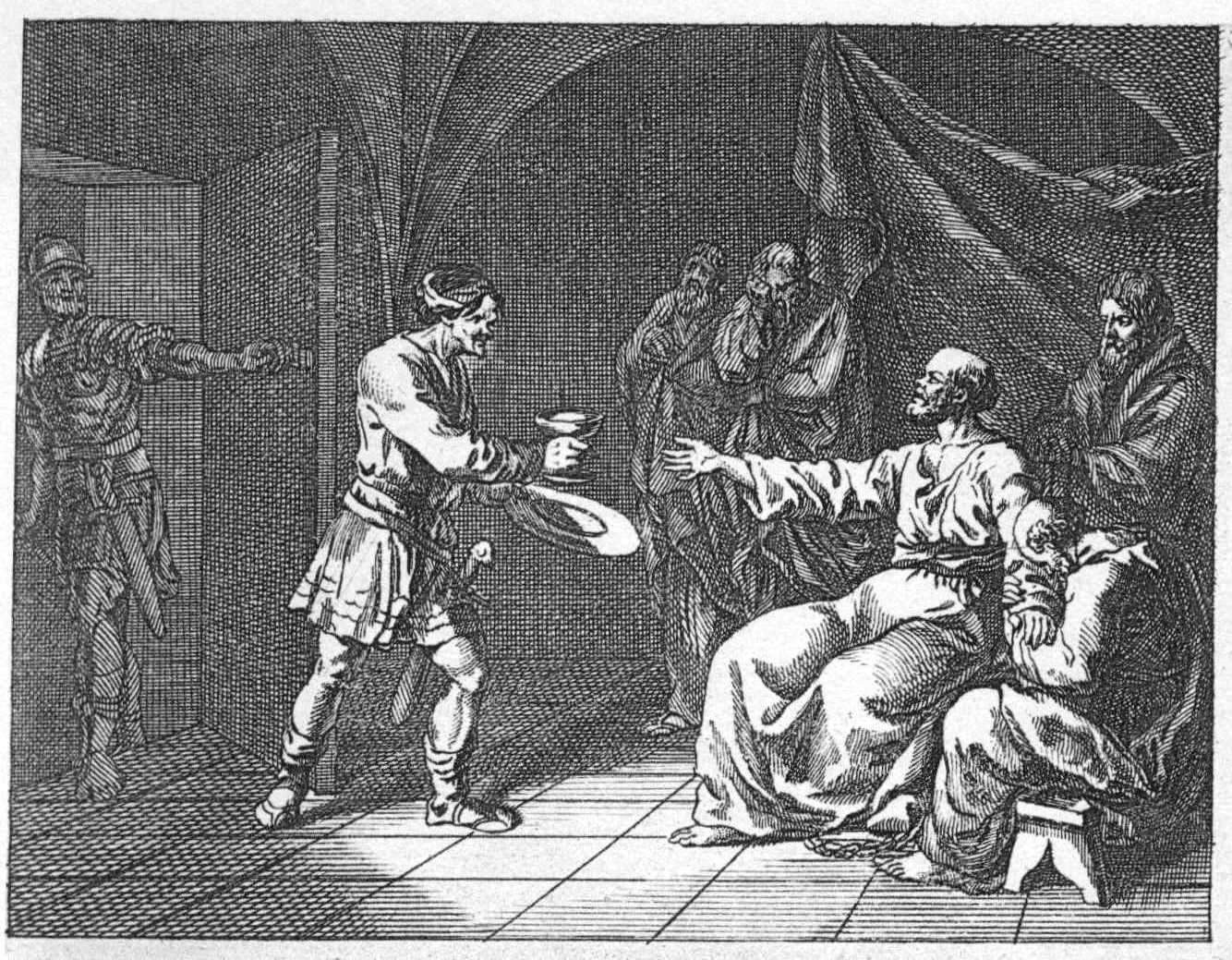
Daniel Chodowiecki: Tod des Sokrates – eine der Szenen, die der Protagonist, der selbst den Spitznamen Sokrates trägt, seinen Schülern im Unterricht stets mit besonderer Leidenschaft vorzutragen pflegte.

## Inhalt

### Erster Teil

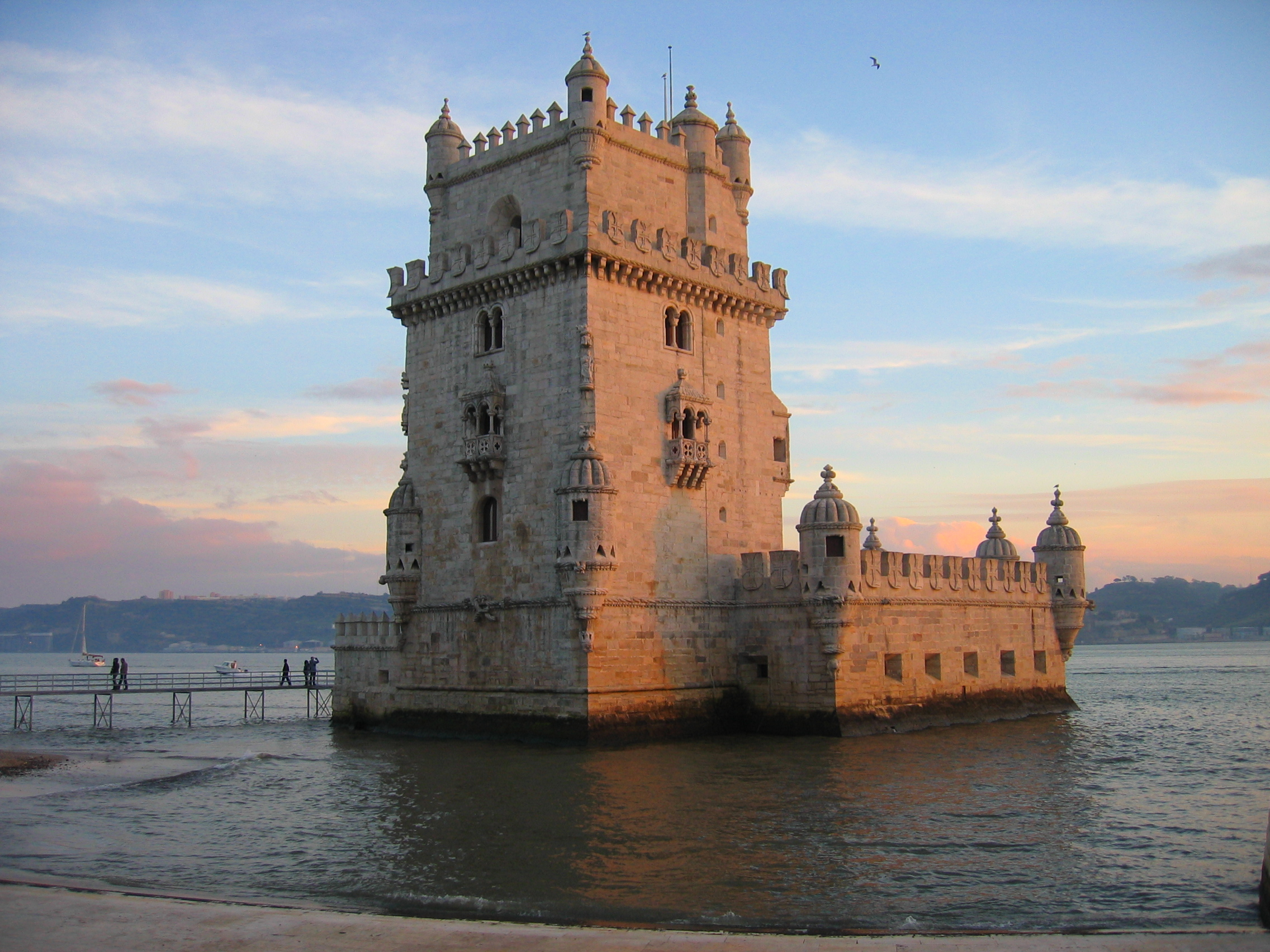
Torre de Belém in Lissabon

Hermann Mussert wacht eines Morgens in einem Lissabonner Hotelzimmer auf, obwohl er überzeugt ist, am gestrigen Abend wie gewöhnlich in seiner Amsterdamer Wohnung zu Bett gegangen zu sein. In einem unklaren Zustand zwischen Realität, Traum oder Tod erinnert er sich an Geschehnisse, die ihn vor zwanzig Jahren schon einmal in dieses Zimmer geführt haben.
Damals war Mussert Gymnasiallehrer für Griechisch und Latein, ein weltfremder und von den Schülern „Sokrates“ getaufter Altphilologe, der sich an den Erzählungen von Phaetons Himmelsfahrt und Sokrates’ Tod berauschte. Nur ein einziges Mal drang die Liebe zu ihm und machte ihn gewöhnlich: Er begann ein Verhältnis mit seiner Kollegin Maria Zeinstra, die keinen Hehl daraus machte, dass sie mit dem Seitensprung ihren Ehemann, den Niederländischlehrer und Sporttrainer Arend Herfst, für seine Affaire mit Lisa d’India bestrafen wollte, einer hochbegabten Musterschülerin des Gymnasiums, in die das gesamte Lehrerkollektiv verliebt war. Nur sich selbst nimmt Mussert aus, obwohl er gestehen muss, dass sie die einzige Schülerin war, die die toten Sprachen und klassischen Mythen, die er unterrichtete, erst lebendig und wirklich erscheinen ließ.
Noch einmal wandelt Mussert in Portugal auf den Wegen, auf denen er einst Maria Zeinstra während eines Kongresses begleitete, und beschwört ihre gemeinsame Vergangenheit herauf. Als er in dem Lissabonner Hotelzimmer, in dem sie damals eine Nacht verbrachten, in den Schlaf fällt, sieht er sich selbst in seinem Amsterdamer Bett liegen und im Schlaf mit etwas ringen.

### Zweiter Teil

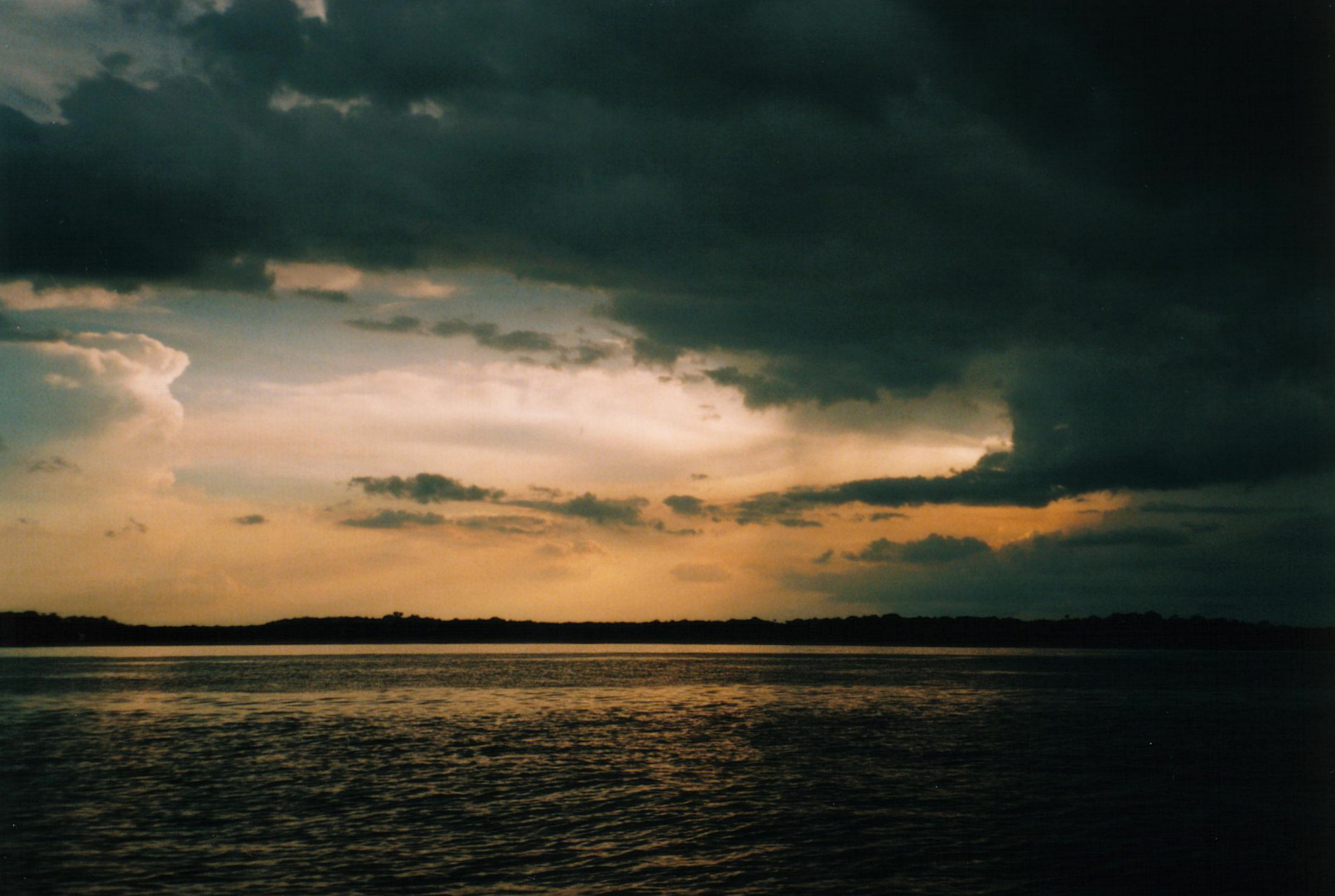
Der Schwarzwasserfluss Rio Negro bei Sonnenuntergang.

Gemeinsam mit einer geheimnisvollen Frau und fünf weiteren Passagieren – dem italienischen Pater Fermi, dem amerikanischen Piloten Captain Dekobra, dem spanischen Jugendlichen Alonso Carnero, dem englischen Journalisten Peter Harris und dem chinesischen Gelehrten Professor Deng – befindet sich Mussert auf einer mysteriösen Schiffsfahrt vom Lissabonner Vorort Belém nach Belém in Brasilien zu den „Todeswassern“ des Rio Negro.
Während der Passage erinnert sich Mussert erneut an die zwanzig Jahre zurückliegenden Geschehnisse. In einer Unterrichtsstunde deklamierte er vor seiner Klasse die Todesszene des Sokrates, wobei er eigentlich nur zu seiner Lieblingsschülerin Lisa d’India sprach, die für ihn die Rolle von Sokrates’ Schüler Kriton verkörperte. Am Ende der Stunde blieben sie zu zweit zurück und sprachen über die Unsterblichkeit der Seele, als sie ihn unvermittelt fragte, ob er Maria Zeinstra verlöre, wenn sie mit Herfst Schluss mache. In diesem Moment wurden sie von Maria Zeinstra unterbrochen. Lisa hinterließ Mussert einen Brief. Doch Maria, eifersüchtig auf ihre Rivalin, stellte ihn vor die Wahl, den Brief zu lesen oder sie zu behalten. Er entschied sich für Maria und erfuhr so nie Lisa d’Indias letzte Worte an ihn. Auf dem Schulhof lauerte ihm bereits Arend Herfst auf, der von Musserts Verhältnis mit seiner Frau erfahren hatte. Im angetrunkenen Zustand verprügelte er Mussert, packte Lisa, fuhr mit ihr in seinem Auto davon und verursachte einen Unfall, bei dem Lisa d’India starb und er selbst sich beide Beine brach. Sowohl Herfst als auch Mussert wurden nach dem Eklat aus dem Schuldienst entlassen. Maria Zeinstra zog mit ihrem Mann nach Amerika, und Mussert, der fortan als Dr. Strabo Reiseführer verfasste, hörte nie wieder von ihr.
Währenddessen nimmt die Fahrt über den Atlantik immer mehr die Züge einer Totenreise an. Das Schiff hat die Mündung des Amazonas erreicht, und während es langsam den Fluss hinaufgleitet und bei Manaos in den Rio Negro hinüberwechselt, darf Abend für Abend je einer der sieben Reisenden von seiner Todesgeschichte berichten, bevor er von der Frau mit zärtlicher Gebärde weggeführt wird: Carnero erzählt von einer Mutprobe mit einem Freund, bei der er von einem Nachtzug überrollt und getötet wurde; Harris wurde in einer Bar in Guyana von einem eifersüchtigen Rivalen niedergestochen, weil er sich mit einer schwarzen Prostituierten eingelassen hatte; Captain Dekobra stürzte aus großer Höhe in den Ozean, nachdem er mit seinem Flugzeug in eine Wolke aus Vulkanasche geraten war; Pater Fermi wurde am Ende einer Pilgerreise von einem Krankenwagen angefahren und tödlich verletzt; Deng nahm sich das Leben, weil man ihn während der chinesischen Kulturrevolution gedemütigt und vertrieben hatte.
Jeder der Vortragenden scheint auf eigene Art seine Erfüllung zu finden, wenn er der Frau ins Gesicht blickt, ein Gesicht, das immer nur der jeweils Erzählende erkennt, das den anderen jedoch verborgen bleibt. Mussert wusste im Gegensatz zu den anderen lange nicht, welches seine eigene Geschichte sei, die er erzählen werde. Aber als ihm die geheimnisvolle Frau als letztem Verbliebenen der Reisegesellschaft zuwinkt und er sie anblickt, hat sie für ihn das Gesicht von Lisa d’India, und er erzählt ihr die folgende Geschichte.

## Form
Die im Original 92 Seiten umfassende Novelle (die deutsche Buchausgabe des Suhrkamp Verlags enthält 149 Seiten) wird vom Protagonisten Hermann Mussert in der Ich-Form erzählt. Sie zerfällt in zwei Teile, die formal getrennt sind und jeweils gesondert mit einem Zitat eingeleitet werden, sowie in zwei Zeitebenen: Musserts (allerdings ebenfalls erzählte) Gegenwart in einem Lissabonner Hotel sowie die Ereignisse einer 20 Jahre zurückliegenden Vergangenheit. Die Vorgeschichte und Musserts Zwischenzeit als Reiseschriftsteller werden in der Erzählung nur gestreift.
Die Novelle besitzt eine ringförmige Struktur. Der letzte Satz verweist auf den Beginn der Erzählung. Das Motiv des Kreislaufs wird immer wieder aufgegriffen, etwa im Bild des Hundes, der sich in den Schwanz beißt (S. 13) oder auf der Schiffsreise: „Man fährt weg in Belém, man kommt an in Belém. Auf diese Weise erreicht man doch noch so etwas wie die ewige Wiederkehr.“ (S. 126)

## Interpretation
Vorangestellt sei eine Anmerkung Nootebooms aus einem Interview mit Jan van Damme: „Jedem sei seine eigene Interpretation gestattet, für mich aber ist es eine Geschichte über den Tod, ganz einfach. Ein Mann stirbt in Amsterdam und sieht sein ganzes Leben in wenigen Sekunden an sich vorüberziehen. Das ist der Grundgedanke.“

### Antike und Moderne

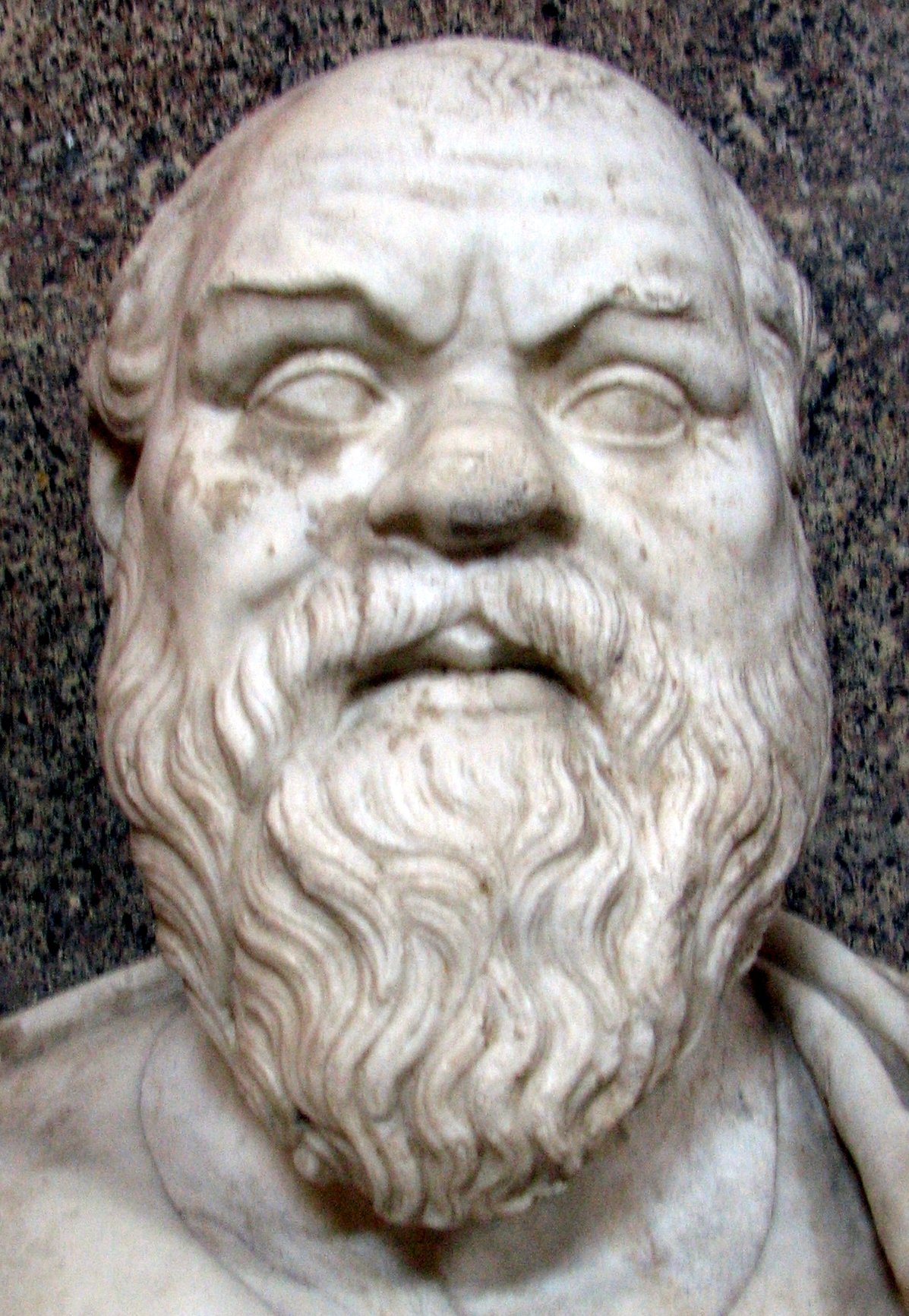
Sokratesbüste aus den Vatikanischen Museen

Für den Altphilologen Mussert ist die Antike geistige Heimat und Zuflucht. Er identifiziert sich mit dem Spitznamen Sokrates, mit dem ihn seine Schüler verspotten, und sieht sogar eine körperliche Ähnlichkeit zu dem großen Philosophen. „Sokrates ohne Bart und mit Brille, das gleiche klumpige Gesicht, bei dem keiner je an Philosophie denken würde, wenn wir nicht zufällig wüßten, welche Worte diese Specklippen unter der stumpfen Nase mit den breiten Nasenlöchern gesprochen hatten und welche Gedanken hinter dieser Schlägerstirn entstanden waren.“ (S. 31)
Mussert bedient sich der Antike, um die Moderne abzuwehren und die klassische Ordnung in seinem Leben wiederherzustellen. Die Metamorphosen des Ovid sind für ihn „meine Bibel, und sie hilft wirklich.“ (S. 28) Zeitungsartikel über politische Aktualitäten hat er „gerade viel besser bei Tacitus gelesen“, und er liefert sogleich die passende Textstelle dazu. (S. 18) Er verklärt die Präzision des Lateins und verachtet das „Wortgedränge“ und „unübersichtliche Gebrabbel“ (S. 19) moderner Sprachen. Arend Herfst als Niederländischlehrer und dazu moderner Dichter nimmt die Position eines natürlichen Gegenspielers ein, über den sich Mussert immer wieder verächtlich äußert: „er sprach […] von gar nichts und war daher wahnsinnig beliebt. Ein leibhaftiger Dichter und dann noch einer, der die Basketballmannschaft der Schule trainiert“. (S. 34) Als Lisa d’India ihm eines ihrer ebenfalls modern abgefassten Gedichte präsentiert, ist er, was selten vorkommt, enttäuscht von seiner Lieblingsschülerin: „es hatte keine Form, es ähnelte der modernen Poesie“. (S. 95) Auch gegenüber den Naturwissenschaften nimmt der in der Mythologie befangene Mussert eine instinktive Abwehrhaltung ein: Die Biologin Maria Zeinstra „wußte alles, was ich nicht wissen wollte“. (S. 101)
Als die Liebe in Musserts Leben eindringt und ihn für kurze Zeit zu einem „gewöhnlichen Menschen“ (S. 39) macht, erfährt Mussert, dass das wirkliche Leben in nichts dem gleicht, „worauf Worte, Verse, Bücher mich vorbereitet hatten.“ (S. 40) Später bekräftigt er noch einmal: „Kein Buch, das ich je gelesen habe, hat mich hierauf vorbereitet […], mit solchem Unfug beschäftigen sich also leibhaftige Menschen.“ Und es hilft ihm, der sich nicht zufällig als „die Verlängerung meines Bücherschranks“ bezeichnet, (S. 70) in der Realität nicht weiter, „daß Horaz über solche Banalitäten glänzende Gedichte geschrieben“ hätte. (S. 119)

### Liebe
So, wie sich Mussert und Herfst als Antipoden gegenüberstehen, gilt dies in ähnlicher Form für Maria Zeinstra und Lisa d’India. Die Biologin Zeinstra ist ein moderner Mensch, der Ratio und Naturwissenschaft zugewandt, mit einer „nordholländischen“ (S. 67) Art. Lisa d’India verkörpert das Südländische. Sie ist die Tochter italienischer Gastarbeiter und genau wie Mussert der Antike und den alten Sprachen zugetan.
Die Liebe zu Maria Zeinstra holt Mussert aus dem Elfenbeinturm seiner Weltabgewandtheit. Er sagt: „ich war zum erstenmal in meinem Leben in die Nähe von etwas gekommen, das wie Liebe aussah. Maria Zeinstra gehörte zu den freien Menschen und hielt das für selbstverständlich, sie war in allem äußerst direkt, ich kam mir vor, als hätte ich nun auch zum erstenmal etwas mit Niederländern zu tun, oder mit Volk.“ (S. 69) Ihre Beziehung fasst er zusammen: „Sie hatte mir ein Gebiet gezeigt, das mir verschlossen gewesen war. Das war es noch immer, doch jetzt hatte ich es zumindest gesehen.“ (S. 72) Doch gleichzeitig profaniert ihn diese Form der Liebe: „Und jetzt war ich also verliebt und dadurch zum Mitglied eben jenes faden, zusammengewürfelten Vereins gleichgeschalteter Automaten geworden, den ich angeblich so sehr verabscheute.“ (S. 29)
Lisa d’India ist für Mussert weit weniger real als Maria Zeinstra. Sie wird zur Projektionsfläche seiner Sehnsüchte getreu dem Motto Platons: „Liebe ist in dem, der liebt, nicht in dem, der geliebt wird.“ (S. 69) Wegen ihres Namens assoziiert Mussert sie mit der Musik Sigismondo d’Indias, obwohl sie darauf beharrt, ihr Vater sei Metallarbeiter, was Mussert nur als ihren Versuch sieht, „den Abstand zwischen sich selbst und der Musik so groß wie möglich [zu] machen.“ (S. 41) Anders als seine körperliche Liebe zu Maria Zeinstra ist Musserts überhöhte Zuneigung zu seiner Schülerin rein geistiger Natur, im wahrsten Wortsinne platonisch. Nach einer Schulstunde über Platons Phaidon greift Maria Zeinstra nach Lisas Buch und erkennt: „Platon, dagegen komme ich nicht an.“ (S. 118) Dies bewahrheitet sich am Ende, als Mussert in der gesichtslosen Frau nicht Maria Zeinstra erkennt, sondern Lisa d’India.

### Reise

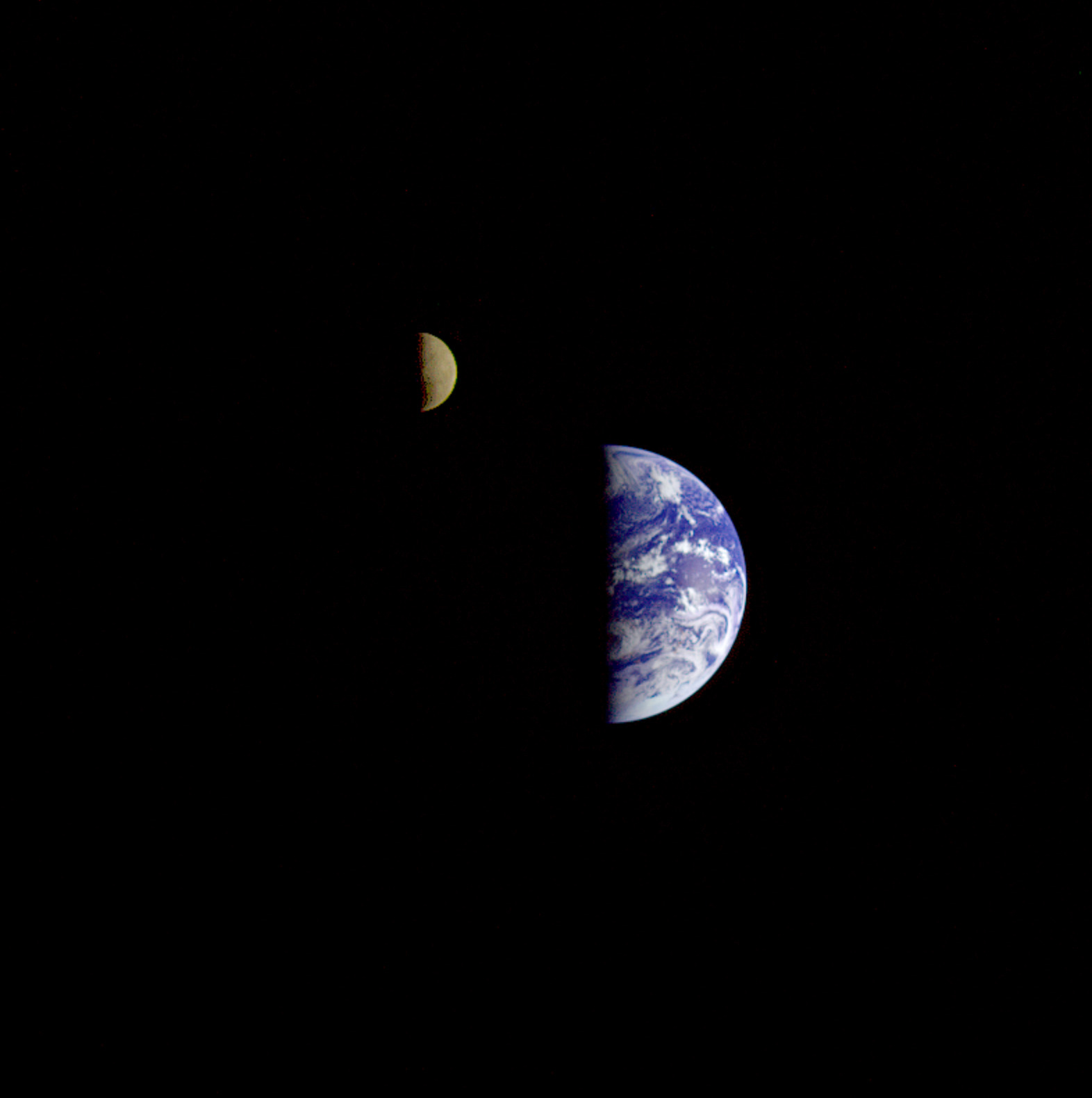
Erde und Mond von der Voyager 1 fotografiert

Ein zentrales Motiv der Novelle ist das Reisen. Nach seiner Entlassung aus dem Schuldienst wird Mussert zum Reiseschriftsteller, eine Beschäftigung, der auch Nooteboom lange nachgegangen ist. Selbstironisch verspottet Nooteboom durch Mussert „diese sogenannten literarischen Reiseschriftsteller, die ihre kostbare Seele unbedingt über die Landschaften der ganzen Welt ergießen müssen, um brave Bürger in sprachloses Erstaunen zu versetzen.“ (S. 18) Musserts Pseudonym Dr. Strabo verweist auf Strabon, einen Geschichtsschreiber aus dem antiken Griechenland, dessen literarischem Werk keine hohe Bedeutung zugemessen wird. Auch für Mussert ist seine Reiseschriftstellerei Gelderwerb ohne Bedeutung, der ihn von wichtigeren Dingen, wie seiner Übersetzung des Ovid, abhält.
Statt von irdischen Reisen träumt Mussert von der „Aufregung großer Reisen“ (S. 21), womit er die Raumfahrt meint. An seinem letzten Abend in Amsterdam nimmt er ein Foto mit ins Bett, das die Raumsonde Voyager aus großer Entfernung von der Erde geschossen hat. Er bekennt: „ich hatte ein besonderes Verhältnis zu diesem Reisenden, weil ich das Gefühl hatte, ich sei selbst mit ihm unterwegs gewesen.“ (S. 20) Auf der Schiffsreise hat Mussert später selbst das Erlebnis, sich wie ein Voyager von der Erde zu lösen, höher als Neil Armstrong und höher als Sokrates, „der glaubte, man sähe das Paradies, wenn man sich nur weit genug über die Erde erhebe.“ (S. 130)
Bereits der Voyager verbindet das Motiv der Reise mit dem des Todes: „Der Reisende selbst entschwebte für alle Zeiten“ (S. 23). Diese Verbindung wird noch deutlicher durch die Schiffsreise von Belém, dem Vorort Lissabons, nach Belém in Brasilien, die zu einer Todesreise für Mussert und die anderen Passagiere wird. Sie erinnert an die Fahrt in der Fähre Charons über den Acheron in die Unterwelt der griechischen Mythologie. Mussert ist neugierig auf das Ziel der Reise, denn „es muß etwas mit Erfüllung zu tun haben.“ (S. 142)

### Verlauf der Zeit
Zwei Lissabonner Uhren verdeutlichen den unterschiedlichen Verlauf der Zeit in der Novelle: Die eine („ein komisches kleines Gebäude [...], fast ein Steinschuppen, der ganz aus Uhr besteht, groß, rund, weiß, mit mächtigen Zeigern“) zeigt die „Hora Legal“, die offizielle Zeit und gibt mit gesetzlicher Autorität vor, auf ewig das „nicht existierende Jetzt“ anzuzeigen. (S. 45 f.) Die andere befindet sich nur hundert Meter entfernt in einer Bar, eine Pendeluhr, die rückwärts läuft. Sie gleicht der von Erinnerungen überlagerten inneren Uhr Musserts, für den „Zeit ein Rätsel ist, ein zügelloses, maßloses Phänomen, das sich dem Verständnis entzieht und dem wir, mangels besserer Möglichkeiten, den Schein einer Ordnung gegeben haben.“ (S. 47) Maria Zeinstra fasst das Dilemma zusammen: „Wenn du die Zeit der Wissenschaft und die deines Seelchens nicht auseinanderhalten kannst, gibt’s nur Durcheinander.“ (S. 47)
Zu diesem „Durcheinander“ in der Zeit kommt es bei Musserts Tod. Seit er in Amsterdam schlafen gegangen ist, wird es nicht später. Mussert fragt sich: „Was ist das für eine Zeit, in der sich die Zeit nicht bewegt?“ (S. 79) Ohne Zeitablauf sind räumliche Veränderungen wie seine Versetzung nach Lissabon möglich. Auf der Schiffsfahrt löst sich jeder Begriff von Zeit völlig auf, „die Zeit tat etwas mit der sichtbaren Welt, bis diese nur noch ein flüchtiges, langes Ding war, das sich immer träger dehnen ließ.“ (S. 87) Die Zeit schrumpft und dehnt sich, die Passagiere verschwinden immer wieder für unbestimmte Zeitspannen. Sie befinden sich längst „jenseits der Zeit“. (S. 104)
Der Moment des Sterbens währt scheinbar endlos. Harris, ein Mitpassagier, der in einer Bar in Guyana niedergestochen wurde, hat in der Todessekunde „Zeit gehabt, um sich in Lissabon einzuschiffen und mit uns zu reisen, und noch immer war dieser Todesstoß nicht an sein Ziel gelangt.“ (S. 137) Für Captain Dekobra dauert der Moment des Absturzes seines Flugzeugs ein Jahr, „er hätte in dieser Zeit ein Buch mit seinen Erinnerungen schreiben können“. (S. 139) Die Passagiere haben nichts weiter mehr zu tun, als ihre Geschichten zu erzählen, „und es schien, als hätten wir dafür mehr Zeit, als wir verbrauchen konnten.“ (S. 137)

### Tod und Verwandlung

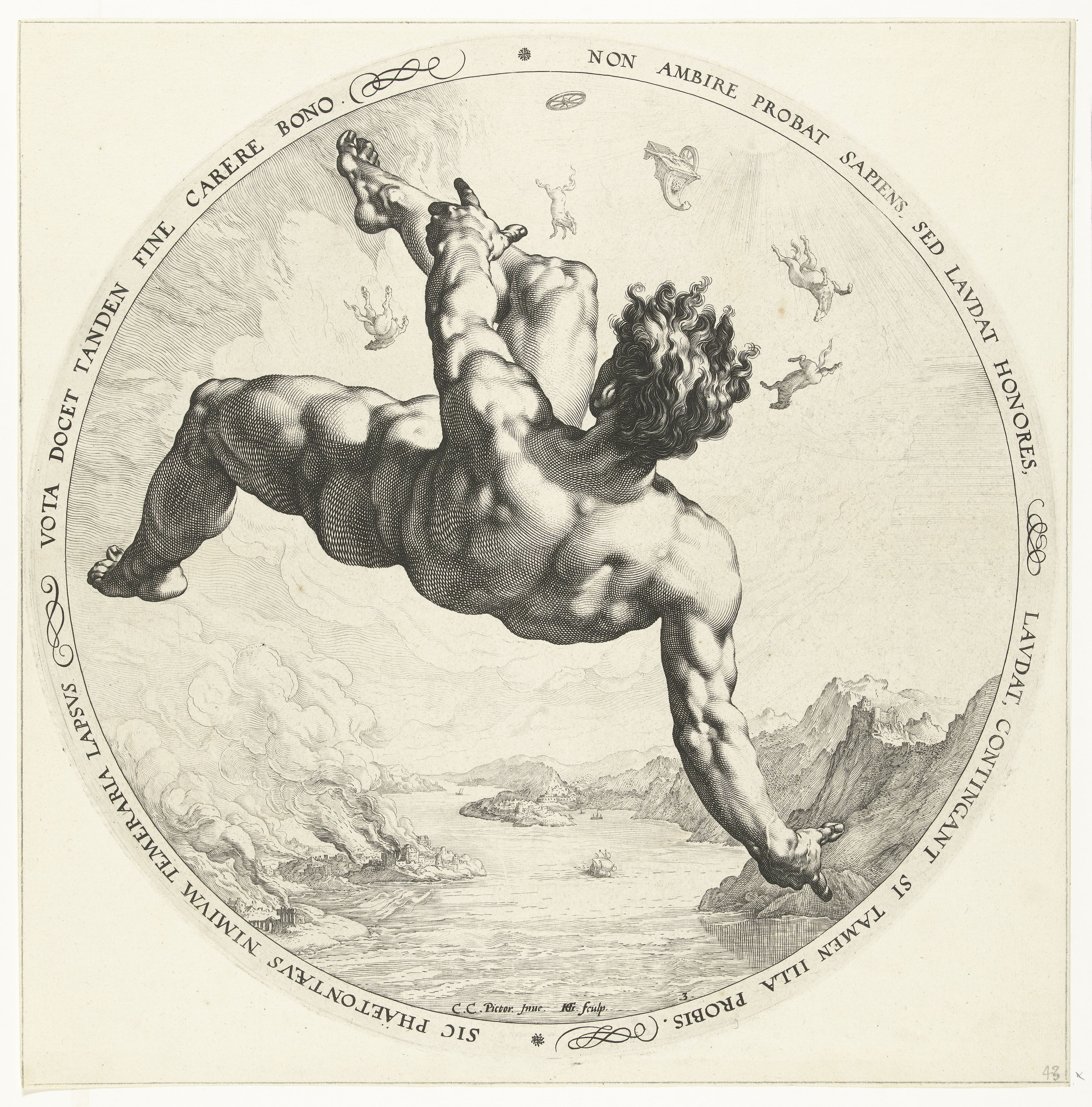
Hendrick Goltzius: Phaethon

Obwohl die Ausgangssituation zu Beginn der Novelle noch rätselhaft erscheint, verweisen doch schon viele frühe Anspielungen auf das Todesmotiv, das mit der Schiffsreise vom Leben in den Tod im zweiten Teil zum zentralen Motiv wird. Bereits beim Einschlafen in Amsterdam denkt Mussert an den Tod. (S. 26) Als er im Lissabonner Hotelzimmer erwacht, geschieht dies „mit dem lächerlichen Gefühl“, er sei vielleicht tot. (S. 9) Er liegt „totenstill“ da, in „tödlicher Angst“ (S. 11), doch er ist nicht bereit, die Geschichte „als eine Sache von Leben und Tod [zu] bezeichnen“. (S. 9)
Auch die drei Unterrichtsstunden, auf die Mussert zurückblickt, thematisieren den Tod. Im Biologieunterricht, bei dem Mussert hospitiert, zeigt Maria Zeinstra einen Film, in dem der Kadaver einer Ratte Totengräberkäfern als Paarungsstätte dient. Bei diesen Bildern hat sich in die Schulklasse „eine Ahnung vom Tod eingeschlichen, der Zusammenhang zwischen Töten, Paaren, Fressen, Sichverwandeln, die gefräßige, sich bewegende Kette mit Zähnen, die das Leben ist.“ (S. 56) In zwei Paradestunden seines altsprachlichen Unterrichts führt Mussert seiner Klasse Szenen aus der griechischen Mythologie vor. In Phaetons Himmelsfahrt aus den Metamorphosen des Ovid wird er vor seiner Klasse selbst zum Göttersohn, der mit dem Sonnenwagen seines Vaters abstürzt: „ich spüre, wie die Finsternis mich herabzieht“ (S. 64). Die zweite Stunde behandelt Sokrates’ Tod nach Platons Phaidon. Und wieder wird Mussert vor seinen Schülern zum Sterbenden, trinkt den Becher Giftes, den Blick versunken „in die Augen Kritons, die die Augen d’Indias sind [...] ich bleibe stehen, wo ich stehe, und sterbe und lese die letzten Zeilen vor, in denen eine große Kälte über mich kommt“ (S. 115).
Am Ende beider Stunden tritt die Frage nach der Unsterblichkeit der Seele in den Vordergrund. Doch die nüchterne Maria Zeinstra kann Mussert mit dieser Frage nicht erreichen: „du bist groß im Reden. Und jetzt will ich einen Schnaps.“ (S. 68) Erst nach der zweiten Schulstunde findet er in Lisa d’India die richtige Gesprächspartnerin für das Thema. Sie ist „so jung, daß man mit ihr über die Unsterblichkeit sprechen konnte.“ (S. 146 f.) Mussert bekennt, dass er nicht an die Unsterblichkeit der Seele glaube, doch es sei ganz eigenartig, „daß wir über die Unsterblichkeit nachdenken können.“ (S. 117)
Dennoch sind in Nootebooms Novelle zahlreiche Verweise auf die Lösung des Geistes vom Körper zu finden. Den Sterbenden in seinem Amsterdamer Bett, der in Wahrheit er selbst ist, sieht Mussert wie einen Fremden. (S. 79) Die Prügelei mit Herfst beobachtet er von oben, „als gehörte ich nicht dazu“. (S. 124) Auf der Schiffsreise wünscht er sich, fliegen zu können, „mich lösen von all den anderen, hinein in die tiefe Dunkelheit.“ (S. 98) Schließlich gelingt es ihm, seine Voyager-Phantasien umzusetzen. Er erlebt, „wie mein von mir getrenntes Ich dort unten sich langsam, zögernd der Prozession anschloß, während ich da oben wie ein Ballon in immer größere Höhen aufstieg“. (S. 129) Nur für die Erzählung am Ende der Novelle muss er noch einmal „zurück an meinen Platz, in meinen seltsamen Körper.“ (S. 130)
Durch den Tod verwandelt sich Mussert. Schon angesichts des Biologiefilms über die Totengräber (s. o.) bilden „Töten, Paaren, Fressen, Sichverwandeln“ für ihn eine Kette. (S. 56) Am Morgen im Lissabonner Hotelzimmer entdeckt er in seinem Spiegelbild: „nun war ein anderes Element hinzugekommen, etwas, das ich nicht deuten konnte.“ (S. 33) In den Straßen Lissabons erkennt er: „kein Feuer der Welt würde meine Materie noch verwandeln, ich war bereits verwandelt.“ (S. 72 f.) Auf der Schiffsreise lösen sich die Körper der Passagiere auf. „Unsere Körper schienen sich in ständigem Zweifel darüber zu befinden, ob sie echt sein wollten oder nicht, selten hatte ich eine Gruppe von Menschen gesehen, an denen so viel fehlte, ab und an verschwanden ganze Knie, Schulterpartien, Füße“ (S. 130), bevor sie am Ende von der gesichtslosen Frau endgültig fortgeführt werden, „mit einer Gebärde unendlicher Zärtlichkeit“. (S. 134)

### Erzählen

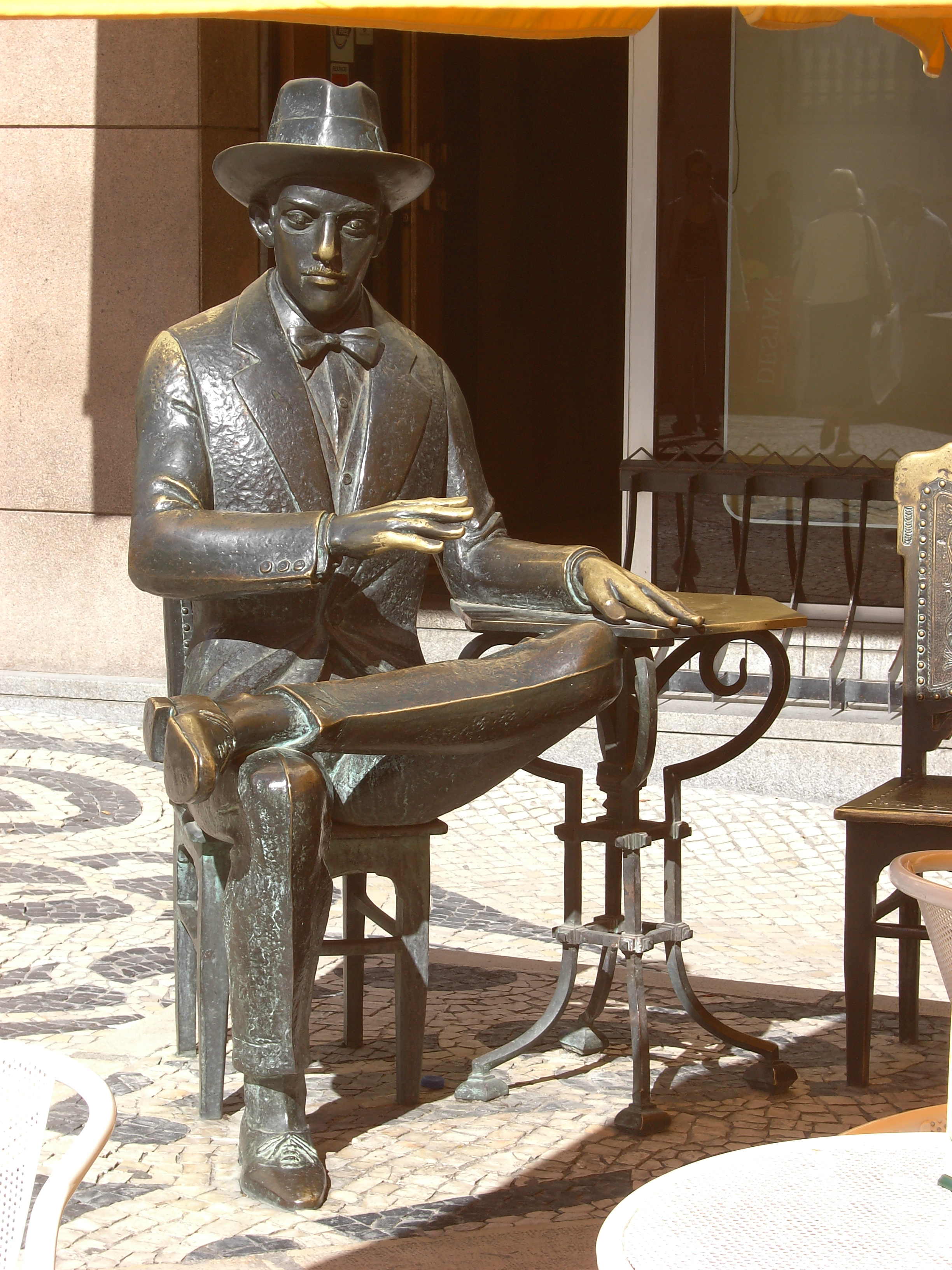
Skulptur Fernando Pessoas vor dem Café A Brasileira in Lissabon

Nootebooms Text ist eine Erzählung im doppelten Sinne, nicht nur als Genre, sondern auch, indem sie von Mussert tatsächlich erzählt wird, wie der letzte Satz verdeutlicht: „Und dann erzählte ich ihr, dann erzählte ich dir die folgende Geschichte“. (S. 147) Der Bezug auf den Adressaten und der Wechsel von der dritten Person in eine direkte Anrede findet sich auch bereits zu früherer Stelle in der Erzählung: „Ich bin froh, daß die anderen weg sind und daß ich es nur dir zu erzählen brauche, auch wenn du selbst jemand aus meiner Geschichte bist. Aber das weißt du schon, und ich lasse dich so. Dritte Person, bis es mir zu schwierig wird.“ (S. 40)
So wie die Adressatin von der dritten in die zweite Person und wieder zurück wechselt, nimmt auch Mussert als Erzählender selbst oft einen beobachtenden Standpunkt ein. Insbesondere zu Beginn der Erzählung bleibt Musserts Perspektive unklar. Er stellt selbst die Frage, ob er „derjenige war, um den es hier ging.“ (S. 13) Und er weiß nicht zu sagen, ob er oder ein anderer handelt: „da er, wer immer er auch war, ich zu sich selbst sagte […], erinnerte ich mich an folgendes“[…]. (S. 14) Auch später wechselt Mussert bei seinen Berichten immer wieder in die dritte Person. So verändert sich im Verlauf der Erzählung nicht nur der Erzählgegenstand, Mussert selbst, sondern auch die Form der Erzählung durchläuft Metamorphosen, auch Erzählhaltung und Erzählebenen wechseln. Der Altphilologe führt für seinen Erzählstil Vorbilder an: die Historiae des Tacitus (S. 49) sowie Fernando Pessoa und dessen „Seelenverwandlungen des alkoholsüchtigen Dichters, des fließenden, vielgestaltigen Ich“. (S. 61)
Was am Ende den Erzähler überdauert, ist seine Erzählung, ist die Poesie selbst. Mussert erkennt auf der Todesfahrt: „Je länger die Reise dauerte, desto realer schien alles zu werden, was ich der Klasse früher einmal als Dichtung vorgetragen hatte.“ (S. 94). Und schon vorher war er überzeugt: „Nur das Geschriebene existiert“. (S. 40) Mit ihrem letzten Satz verweist die Erzählung wieder an ihren Anfang, auf die unendliche Abfolge der Erzählens. Sie ist damit auch eine folgende Geschichte als Folge der vielen vorher erzählten Geschichten. „Eine Reise, natürlich ins Totenreich und zugleich ins Herz der Poesie, wo die Geschichten länger leben, als diejenigen, welche sie erzählen.“

## Stellung im Gesamtwerk Nootebooms
Die folgende Geschichte verweist an vielen Stellen auf Nootebooms früheres Werk. Mussert befindet selbst: „Die Welt ist ein einziger unaufhörlicher Querverweis.“ (S. 125) Zuallererst ist Nootebooms Tätigkeit als Reiseschriftsteller zu nennen, die er in der fiktiven Figur des Dr. Strabo persifliert. Wie Die folgende Geschichte sind seine Reiseessays „Versuche, das stets ungreifbare Element der Zeit in Worte zu fassen. Versuche, durch das Sichtbare hindurch das Transzendente zu sehen“. Die Beschreibung der Schiffsreise nach Belém geht auf eine reale Reise zurück, die Nooteboom im Jahre 1957 nach Suriname unternahm und die er in seinem Reisebericht Der verliebte Gefangene festhielt und später im Gedicht Gran Rio verarbeitete. Die Reise hatte eine große Wirkung auf den jungen Nooteboom: „Tagsüber mußte ich hart arbeiten und abends waren da […] der erdrückende Sternenhimmel, die ständigen Wellen, die Stimmen der anderen mit ihren Geschichten“.
Nooteboom nimmt oft Bezug zu den antiken Klassikern. So werden bereits in seinem Debütroman Philip und die anderen die Metamorphosen des Ovid zitiert, und in Rituale verweist Inni Wintrop auf Phaeton, wenn er thematisiert, wie der Mensch in eine sinnlose Welt geworfen wird. Der Platonismus durchzieht Nootebooms Werk vom Onkel Alexander in Philip und die anderen über Alfonso Tiburón de Mendoza, In den niederländischen Bergen, bis zur Beschwörung eines „platonischen Elektronenrechners“ in Rituale. Tod und Abschied spielen für Nooteboom ebenfalls stets eine gewichtige Rolle. In Rituale werden sie mit einem Tee-Ritual eingeläutet. Auch in Die folgende Geschichte wird der Abschied in der Sterbeszene des Sokrates ritualisiert. Über seinen persönlichen Umgang mit Abschieden und ihre literarische Verarbeitung gibt Nooteboom in den Berliner Notizen Auskunft, wenn er bei seiner Abreise aus Berlin bekennt, „daß das eigentlich gar nicht geht, daß ich mit dem, was sich hier ereignet hat, so fest verwoben bin, daß ich mich nicht mehr davon lösen kann, daß ich bleiben, sehen und schreiben muß“.
Hermann Mussert ist ein typischer Nooteboom’scher Protagonist. Er ist Junggeselle mit einer obsessiven Leidenschaft, in seinem Fall für die klassischen Sprachen. Darin gleicht er Vater und Sohn Taads in Rituale oder dem Fotografen Arnold Pessers aus Mokusei!. In Nootebooms Reisebeschreibungen Der Umweg nach Santiago erinnert sich Nooteboom in der von 1986 datierten Kurzgeschichte Die Vergangenheit ist immer gegenwärtig und nicht gegenwärtig an seinen Lateinlehrer Pater Ludgerus Zeinstra. Dessen Beschreibungen offenbaren, dass er als Vorbild für die Figur Hermann Musserts gelten kann. Gleichzeitig leiht er seinen Namen an dessen Geliebte Maria Zeinstra, und die vom Lehrer skandierten Verse von Ovid nehmen in Die folgende Geschichte eine Hauptrolle ein. Warum er seinem Protagonisten den Nachnamen des niederländischen Faschistenführers Anton Mussert mitgab, begründete Nooteboom in einem Essay: „Für dieses Buch passte der Name genau. Ich wollte jemanden, der alles gegen sich hat, mein Mussert ist klein, glatzköpfig, ein Zyniker, und zu allem Überfluss hat er auch noch den falschen Namen.“

## Entstehungsgeschichte
Im Jahre 1982 fragte die Buchhändler-Vereinigung der Niederlande CPNB bei Nooteboom an, ob er interessiert daran sei, eines der jährlich von der CPNB zur niederländischen Buchwoche herausgegebenen Geschenkbücher zu verfassen. Nooteboom entwarf eine dafür geeignete Erzählung. Sie wurde jedoch nicht umgesetzt, weil die CPNB den Beitrag des populäreren niederländischen Kabarettisten Wim Kan vorzog. Erst zur Buchwoche 1991 kam es doch noch zur Umsetzung von Die folgende Geschichte als Boekenweekgeschenk, und Nooteboom ließ sich bei der offiziellen Pressevorstellung seiner Novelle darüber aus, dass man 1982 wohl nach einem leicht konsumierbaren Buchgeschenk gesucht habe, inzwischen aber wieder ernsthafte und anspruchsvolle Literatur gefragt sei. Gegenüber Joost Zwagerman führte er weiter aus: „Hätte ich absichtlich etwas Einfaches geschrieben, wäre das nicht nur für mich selbst, sondern vor allem für meine Leserschaft beleidigend gewesen. Ich habe einfach das Buch geschrieben, das ich schreiben wollte.“
In einem Interview mit Stephan Lebert in der Süddeutschen Zeitung erläutert Nooteboom den Schreibprozess. Das Thema Reisen war vorgegeben. Lissabon wählte er als Kulisse, „weil die Stadt für mich mit Abschied zu tun hat und mich an ein altertümliches Theater erinnert“. Auf einer Reise in die portugiesische Hauptstadt frischte er alte Erinnerungen an frühere, bis ins Jahr 1957 zurückreichende Besuche auf und sammelte Eindrücke. Danach schrieb er Die folgende Geschichte in Sant Lluís auf Menorca, ohne Gliederung, ohne Konzept, jeden Tag 500 handgeschriebene Wörter. „Ich habe geschrieben und irgendwie hat sich alles gefügt. Das ist bei mir immer so“. Beim Schreiben hatte er das ungewohnt große Publikum von 540.000 Menschen, die sein Buch geschenkt bekommen würden, im Hinterkopf, „Mengen […], die ganze Stadien füllen konnten“. Der internationale Verkaufserfolg seiner Erzählung sollte später der niederländischen Geschenkauflage nicht nachstehen. Am 2. Oktober 1990 schloss Nooteboom die Arbeit an der Novelle ab.

## Rezeption

Titelseite der deutschsprachigen Erstauflage des Suhrkamp Verlages

In den Niederlanden fand Die folgende Geschichte eine eher schwache Aufnahme. Stellvertretend ein Zitat von Carel Peeters in Vrij Nederland: „Alles, was Nooteboom schreibt, ist ebenso elegant wie hochgebildet, überraschend und scharfsinnig, ein echtes Interesse für die Hauptfigur von Die folgende Geschichte wird bei mir jedoch nicht geweckt. Er macht und denkt nur, mich aber läßt er kalt. Die Folge ist, daß ich auch keine Lust habe, mich auf die Finessen der Erzählung einzulassen.“ Die niederländische Schriftstellerin Connie Palmen berichtet in ihrem autobiografischen Buch I.M. sogar, dass ihr Lebenspartner Ischa Meijer Nooteboom in Het Parool angesichts der Novelle als „aufgeplusterten inhaltslosen Schreiberling“ bezeichnet habe, obgleich sie selbst viel von seinem Werk halte.
In Deutschland hatte der Suhrkamp Verlag Nooteboom seit seinem Roman Rituale unter Vertrag, dessen Rezeption Nooteboom selbst kurz und bündig zusammenfasste: „Gute Besprechungen, kein Verkauf.“ Die folgende Geschichte wurde von Helga van Beuningen ins Deutsche übertragen. Schon das vorab erstellte Leseexemplar stieß auf großes Interesse und war rasch vergriffen. Die Startauflage für den Handel betrug 5400 Exemplare.
Bereits die ersten Rezensionen in Deutschland waren sehr positiv. So schrieb Rüdiger Safranski in Die Zeit: „Cees Nooteboom hat auf wunderbare Weise eine Geschichte erzählt, deren eigentliche Hauptfigur die Poesie selbst ist. Sie kann kein Ende finden, weil sie noch mit jedem Ende, und also auch mit dem Tod, etwas anfangen kann.“ Wolfram Schütte bescheinigte „Nootebooms verzwicktem novellistischem Gedankenspiel“ in der Frankfurter Rundschau: „Ein erzählerischer Gleitflug über fiktionale Lebensmomente und intellektuelle Herausforderungen angesichts des […] Todes.“ Karl Corino nannte die Erzählung in der Stuttgarter Zeitung eine „metaphysische Etude“ und verglich sie mit den paradoxen Zeichnungen von M. C. Escher.
Der kometenhafte Verkaufserfolg stellte sich allerdings erst durch eine Besprechung in der ZDF-Sendung Das Literarische Quartett im Rahmen der Frankfurter Buchmesse am 10. Oktober 1991 ein. Marcel Reich-Ranicki lobte die Erzählung hymnisch: „Ich habe das Buch nicht ganz verstanden. Ich muß es ein zweites Mal lesen. Doch was ich vom Buch verstanden habe, hat mich tief bewegt, und ich bedauere es außerordentlich, daß ich die früheren Bücher von Nooteboom bisher alle übersehen habe. Nooteboom gehört zu den bedeutenden europäischen Schriftstellern unserer Zeit, und dies ist eines der wichtigsten Bücher, die ich in diesem Jahr gelesen habe. Ich bin tief beeindruckt von diesem Nooteboom.“ Nooteboom selbst kommentierte später: „nach meinem Dafürhalten war es das Entscheidende, daß er sagte, er habe Die folgende Geschichte nicht ganz verstanden.“
Unmittelbar nach Ausstrahlung der Sendung war die Startauflage vergriffen, noch in derselben Woche auch eine zweite Auflage ausverkauft. Einen Monat nach der Sendung betrug die Verkaufszahl bereits 25.500 Exemplare, binnen drei Monaten erschienen sieben Auflagen. Die Novelle hielt sich über Monate hinweg in den Bestsellerlisten und tauchte noch in der Jahresbestsellerliste 1992 des Magazins Der Spiegel auf. Das Phänomen, dass eine Besprechung in Das literarische Quartett einen derart starken Einfluss auf den Verkaufserfolg eines Buches haben konnte, wiederholte sich in späteren Sendungen. Auch für Nooteboom war der Erfolg mit Die folgende Geschichte kein singuläres Ereignis. Das Interesse an seinen Werken blieb in Deutschland nachhaltig und schloss in den Folgejahren auch erfolgreiche Neuauflagen seiner früheren Werke – insbesondere von Rituale – sowie der folgenden Veröffentlichungen ein. Bis heute ist Nooteboom in Deutschland populärer als in seinem Heimatland. So entstand 2003 der deutschsprachige Dokumentarfilm Hotel Nooteboom – Eine Bilderreise ins Land der Worte, in dem Teile der Novelle gelesen werden.
Auch international wurde Die folgende Geschichte wohlwollend aufgenommen: 1993 wurde das Buch mit dem Literaturpreis der Europäischen Union ausgezeichnet. Anfang 1994 folgte eine von Ina Rilke angefertigte Übersetzung ins Englische, die Ende des Jahres auch in den USA erschien und durchweg positive Rezensionen erhielt.

### Textausgaben
- Cees Nooteboom: Die folgende Geschichte. Übersetzt von Helga van Beuningen. Suhrkamp, Frankfurt am Main, 1991, ISBN 3-518-40396-6 (auf diese Ausgabe beziehen sich Zitate und Seitenangaben)
- Cees Nooteboom: Die folgende Geschichte. btb / Goldmann, München, 2001, ISBN 3-442-72709-X.
- Cees Nooteboom: Die folgende Geschichte. Suhrkamp, Frankfurt am Main, 2004, ISBN 3-518-45616-4.

### Sekundärliteratur
- Bertold Heizmann: Interpretationshilfe Deutsch: Cees Nooteboom. Die folgende Geschichte. Stark, Freising, 2002, ISBN 3-89449-507-3.
- Daan Cartens (Hrsg.): Cees Nooteboom, Der Augenmensch. Suhrkamp, Frankfurt am Main, 1995, ISBN 3-518-38860-6.